# Jan van der Ploeg (politicus)
Johannes Gijsbertus (Jan) van der Ploeg (Rotterdam, 22 januari 1916 – aldaar, 13 december 1986) was een Nederlands politicus van de PvdA. Hij was onder meer wethouder van Rotterdam en is de geestelijk vader van de stadsvernieuwing in deze stad vanaf de jaren zeventig.

## Loopbaan
Van der Ploeg studeerde economie aan de Nederlandse Economische Hogeschool in Rotterdam. Van 1952 tot 1967 was hij gemeenteraadslid in Rotterdam. Reeds in 1953 vroeg hij aandacht voor de oude wijken in Rotterdam.
Van 1967 tot 1974 was Van der Ploeg wethouder van onderwijszaken in Rotterdam. Onder burgemeester André van der Louw was hij van 1974 tot 1982 wethouder van stadsvernieuwing. Van der Ploeg pakte de problemen rigoureus aan: binnen zes maanden had hij 17.000 woningen opgekocht van speculanten. Van der Ploeg had een goede verhouding met de bewoners en hun organisaties in de oude wijken van Rotterdam, vooral omdat voor hem de stadsvernieuwing niet alleen een technisch, maar ook een sociaal en democratisch proces was. Onder zijn leiding werden krotten uit de negentiende-eeuwse wijken gesloopt en vervangen door nieuwbouw. Huizen die bouwkundig wel in goede staat waren werden gerenoveerd.
Hoewel de problemen van de oude Rotterdamse wijken door Van der Ploeg energiek zijn aangepakt is zijn beleid niet een onverdeeld succes te noemen. Zijn motto 'Bouwen voor de buurt' met een nadruk op 'betaalbare' woningbouw liet geen ruimte voor de midden- en hogere inkomens in de stad. Het gevolg is dat de kwaliteit van de woningen weliswaar verbeterde, maar dat door de concentratie van groepen met lage inkomens en sociale problemen de kwaliteit van de woonomgeving in de oude wijken achteruit ging. In 2002 leidde onvrede hierover tot de opkomst van Leefbaar Rotterdam.
Van 1981 tot aan zijn overlijden in 1986 was Van der Ploeg lid van de Eerste Kamer der Staten-Generaal. Hij is postuum onderscheiden met de Hudig-penning.

## Herinnering
Van der Ploeg overleed in 1986 op 70-jarige leeftijd. Na zijn dood werden in Rotterdam een straat (Jan van der Ploegsingel) en een bejaardenhuis (Jan van der Ploeghuis van de Stichting Humanitas) naar hem vernoemd.
- Biografisch Portaal: 06740929
- Digitale Bibliotheek voor de Nederlandse Letteren: ploe020
- Nederlandse Thesaurus van Auteursnamen: 069137870
- Parlement.com: vg09llmyz6yz
- Virtual International Authority File: 283853894
- WorldCat: E39PBJqQxYJ4WRpWGRQqJ8mjmd